# Bergssolekorre
Bergssolekorre (Heliosciurus ruwenzorii) är en däggdjursart som först beskrevs av Harold Schwann 1904.  Heliosciurus ruwenzorii ingår i släktet solekorrar och familjen ekorrar. IUCN kategoriserar arten globalt som livskraftig.

## Beskrivning
En ekorre med tät, gråspräcklig päls på ovansida och ben. Haka, hals, bröst och buksida är alla vita. Den långa, smala svansen har tydliga ringar i grått och vitt. Kroppslängden är 20 till 25 cm, exklusive den 22,5 till 27 cm långa svansen. Vikten varierar från 205 till 377 g.

## Ekologi
Arten vistas i bergstrakter mellan 1 600 och 2 700 meter över havet. Habitaten utgörs främst av bergsskogar men arten kan även förekomma i odlade områden. Individerna är dagaktiva och klättrar i bladverket men håller sig nära marken. Se vidare under Underarter.
Födan består främst av blad och kvistar från olika träd som Parinari excelsa, Syzygium cordatum, Tabernaemontana pachysiphon,, Urera hypselodendron och Carapa-arter, men den kan även ta lavar och insekter. I odlade områden tar den även olika frukter, som papaya, banan, guava och palmnötter.
Litet är känt om artens fortplantning, men fynd gör det troligt att den inträffar kring februari.

## Utbredning
Denna solekorre förekommer i nordöstra Kongo-Kinshasa, västra Uganda, Rwanda och västra Burundi. För närmare fördelning mellan underarterna se Underarter.

## Underarter
Catalogue of Life och Wilson & Reeder (2005) skiljer mellan fyra underarter:
- Heliosciurus ruwenzorii ruwenzorii (Schwann, 1904) Förekommer i Ruwenzori-bergen i Kongo-Kinshasa på 1 900 till 2 000 meters höjd.[7]
- Heliosciurus ruwenzorii ituriensis (Prigogone, 1954) Ovansidan och svansen är mörkare än nominatunderarten. Förekommer i bergen väster om Albertsjön mellan Uganda och Kongo-Kinshasa.[7]
- Heliosciurus ruwenzorii schoutedeni (Prigogine, 1954) Nederdelen av ansiktet och fötterna är bruna. På buksidan har den en vit längsstrimma omgiven av gulbrun päls. Förekommer i Kongo-Kinshasa, Uganda och Rwanda.[7]
- Heliosciurus ruwenzorii vulcanius Thomas, 1909 Ryggsidan är mörkbrun med gråbruna fläckar, röda fötter och en vit längsstrimma omgiven av röd päls på buken. Förekommer i bergsskogar på höjder över 2 000 m i Rwanda, och genom västra Burundi till nordvästra Tanganyikasjön.[7]